# 四季報
四季報（しきほう）とは、一般的には日本である分野に関する新しい情報・資料などを掲載して1年に4回（季節ごとに）刊行される出版物のことをいう。四半期ごとに作成される書物という意味では、「月報」、「年報」と元々は同列である。組織内での発行物としては、「四半期報」と呼んでいることもある。クォータリー。
金融・株式の「四季報」
日本では、東洋経済新報社の『会社四季報』・『就職四季報』が有名である。他に『会社四季報 未上場会社版』がある。金融証券の世界では、「四季報」は東洋経済新報社の発行する『会社四季報』を意味する。上場企業に関する情報はもちろん、REIT、ETFなど上場している投資信託等に関する情報も掲載している。なお、同種の刊行物としては日本経済新聞社の『日経会社情報』、ダイヤモンド社が発行する『ダイヤモンド「株」データブック』がある。これらは一般書店で販売しており、個別企業研究の必携書と位置づけられている。ダイヤモンド社はこの分野では後発である。『日経会社情報』は2017年をもって休刊した。
競馬の「四季報」
競馬の世界では、ケイバブック発行の『競馬四季報』が知られる。